# سیم‌لخت‌کن
سیم‌لخت‌کن وسیله‌ای است که برای برداشتن روکش عایقی سیمها استفاده می‌شود. سیم‌لخت‌کن دارای سه نوع اصلی است: سیم‌لخت‌کن‌های ساده(دستی)، سیم‌لخت‌کن‌های حرارتی و سیم‌لخت‌کن‌های اتوماتیک.
سیم لخت کن ساده(دستی) از سه قسمت فک، دسته و پیچ تنظیم شده است. فک دارای دو لبه تیز بُرنده از جنس فولاد برای قطع روکش است. در سیم‌لخت‌کن ساده از یک پیچ برای تنظیم فاصلهٔ بین لبه‌های سیم‌لخت‌کن استفاده می‌شود و پس از قرار دادن سیم در بین لبه‌ها و فشردن دستهٔ سیم‌لخت‌کن، باید با وارد آوردن نیرو به سیم و سیم‌لخت‌کن، روکش سیم را جدا کنیم. سیم لخت کن اتوماتیک از دو قسمت فک و دسته تشکیل شده است.  در مقابل سیم‌لخت‌کن اتوماتیک نیاز به تنظیم ندارد و شیارهای لازم برای لخت‌کردن سیم‌های مختلف از قبل در آن تعبیه شده‌اند و پس از قرار دادن سیم داخل شیار و فشردن دستهٔ سیم‌لخت کن، سیم‌لخت‌کن به صورت خودکار سیم را از یک طرف نگه داشته و از طرف دیگر روکش آن را جدا می‌کند.
در سیم‌لخت‌کن‌های حرارتی عایق سیم با استفاده از حرارت حاصل از عبور جریان الکتریکی از یک حلقهٔ مقاومتی ذوب شده و جدا می‌شود و مزیت آن در این است که هیچ آسیبی به مفتول نمی‌رسد، اما دود و بوی ناخوشایندی دارد. دسته سیم لخت کن دارای روکش و عایق از جنس pvc با حداقل تحمل ولتاژ ۷۵۰ ولت است.

## نگارخانه

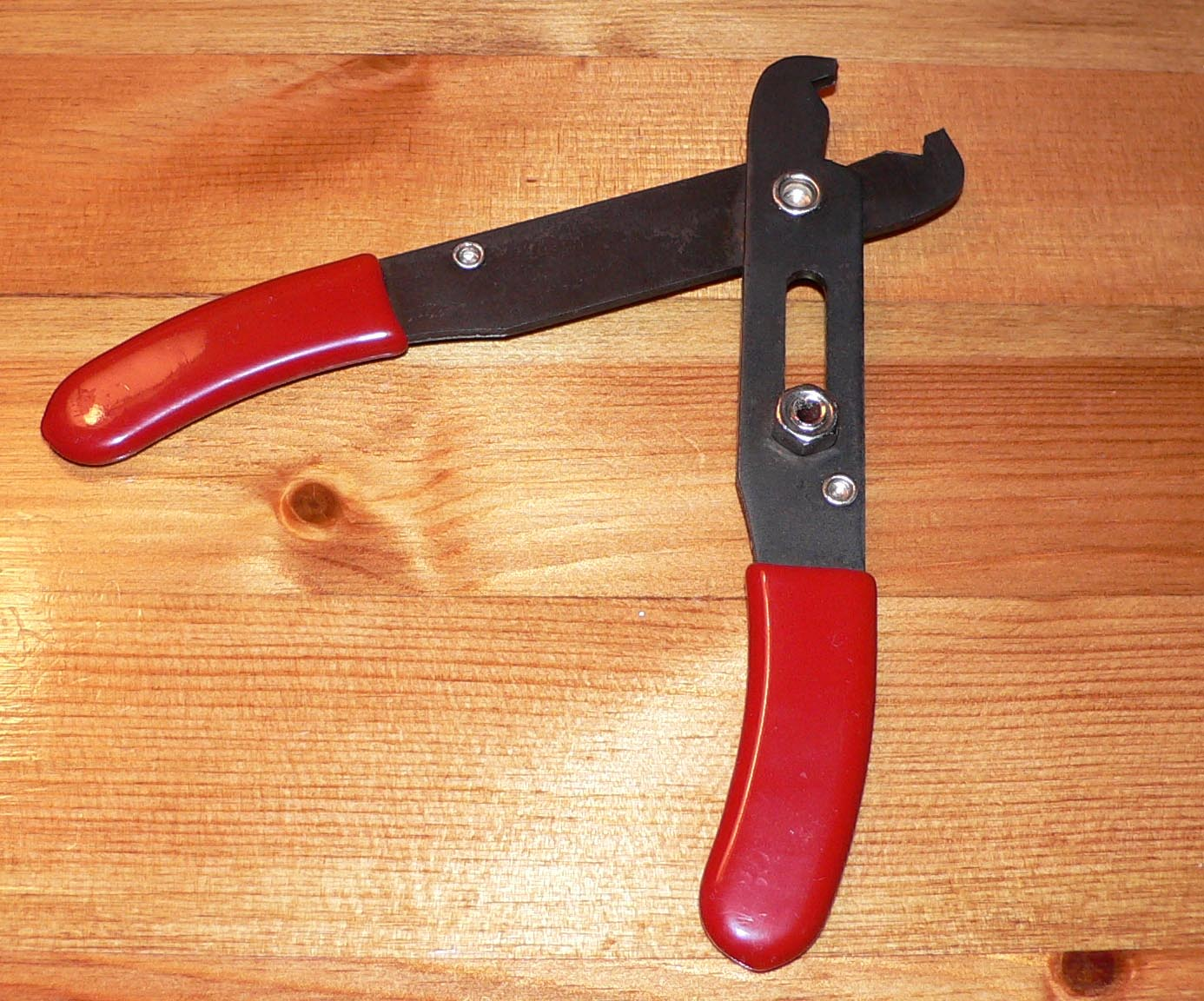
سیم‌لخت‌کن سادۀ دستی
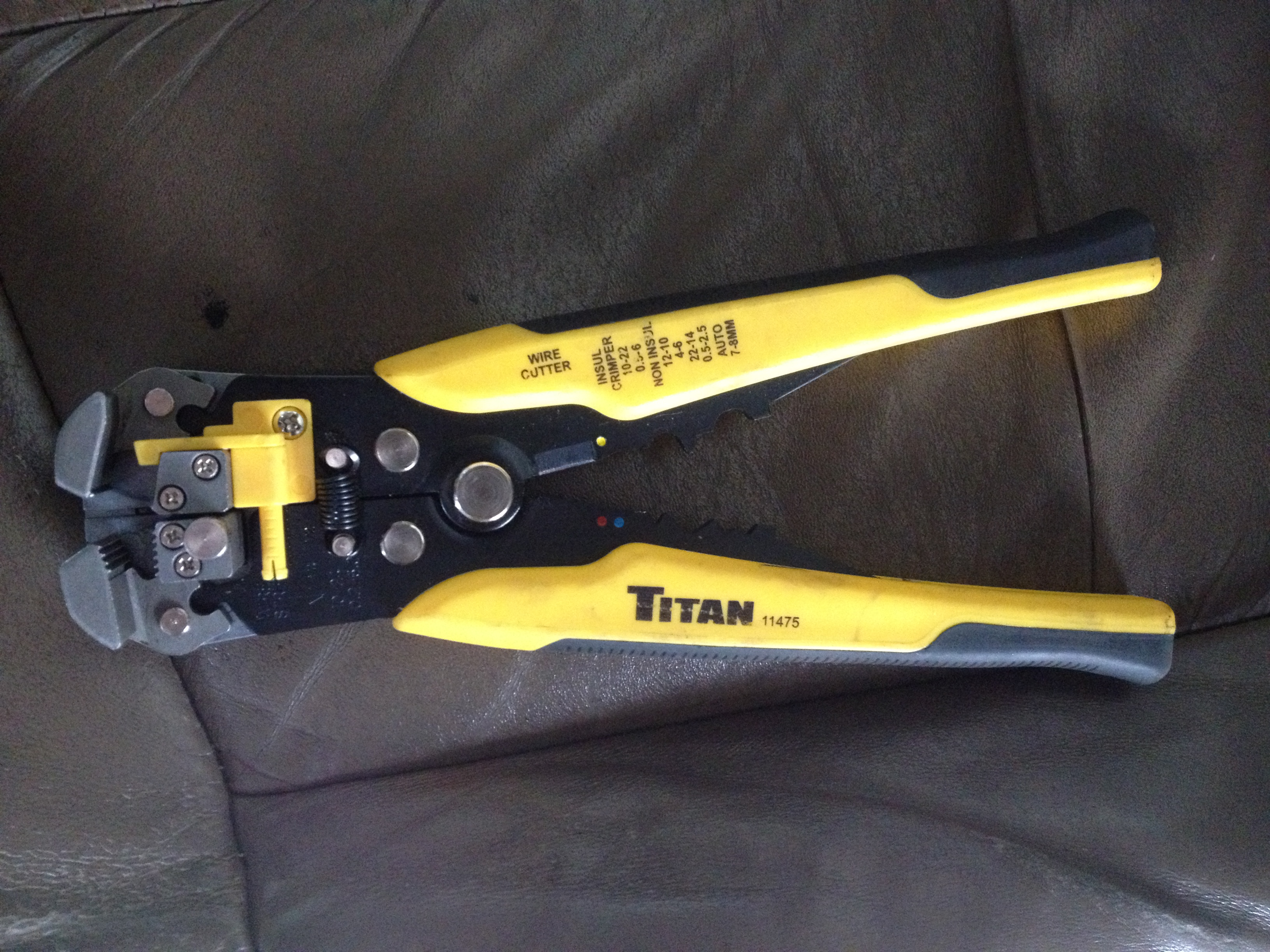
سیم‌لخت‌کن اتوماتیک
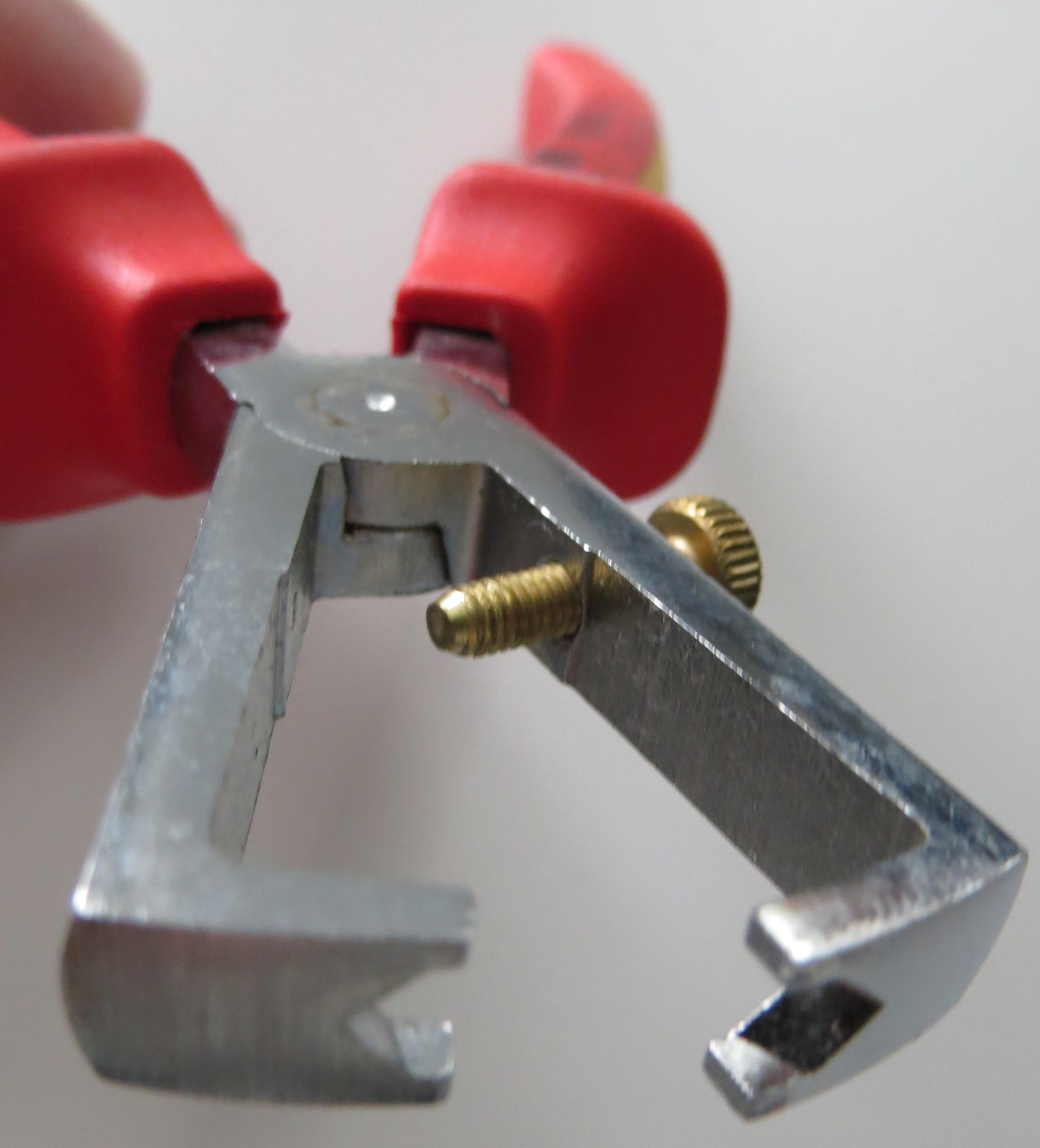
سیم‌لخت‌کن سبک اروپایی
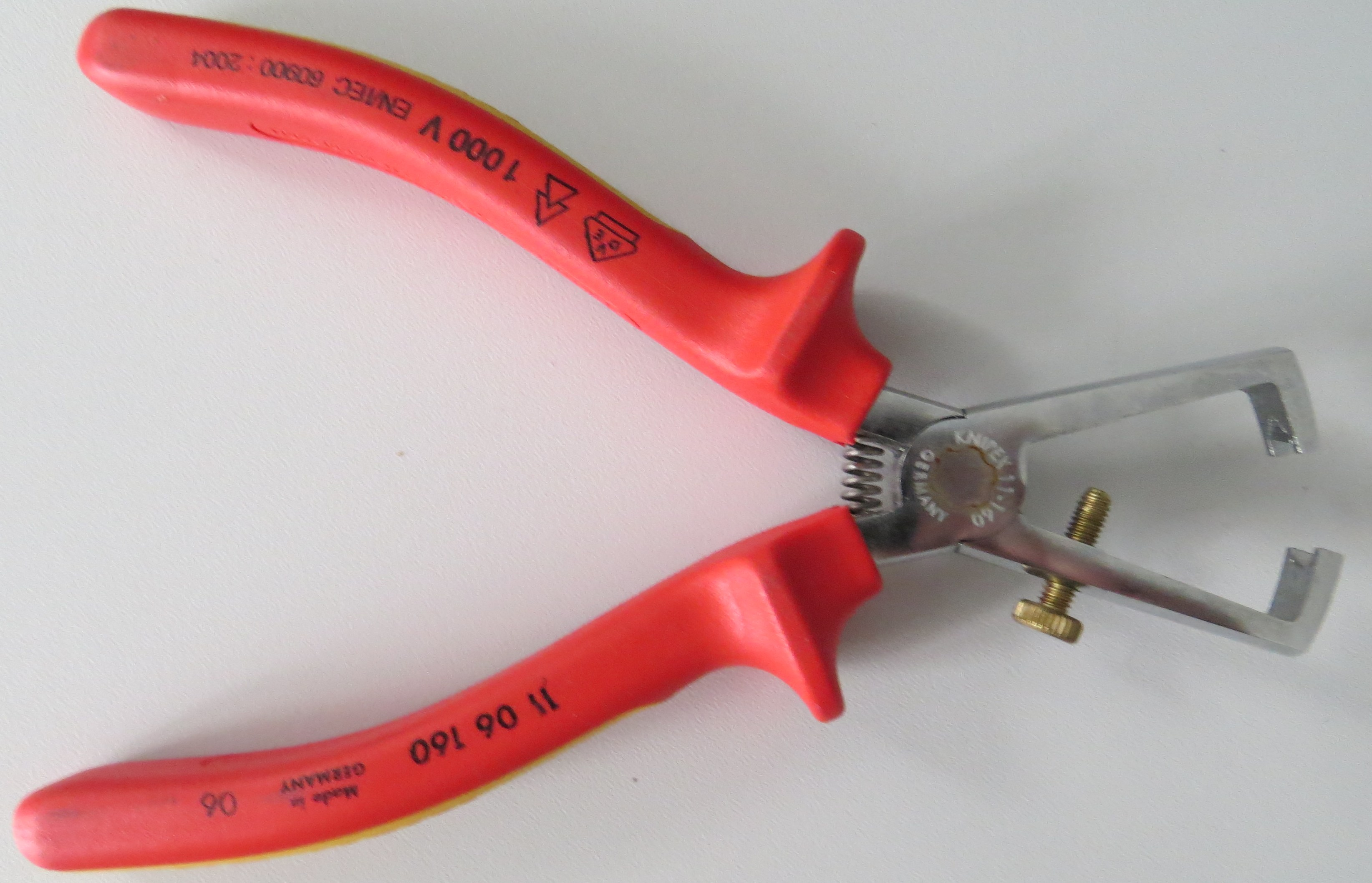
سیم‌لخت‌کن سبک اروپایی
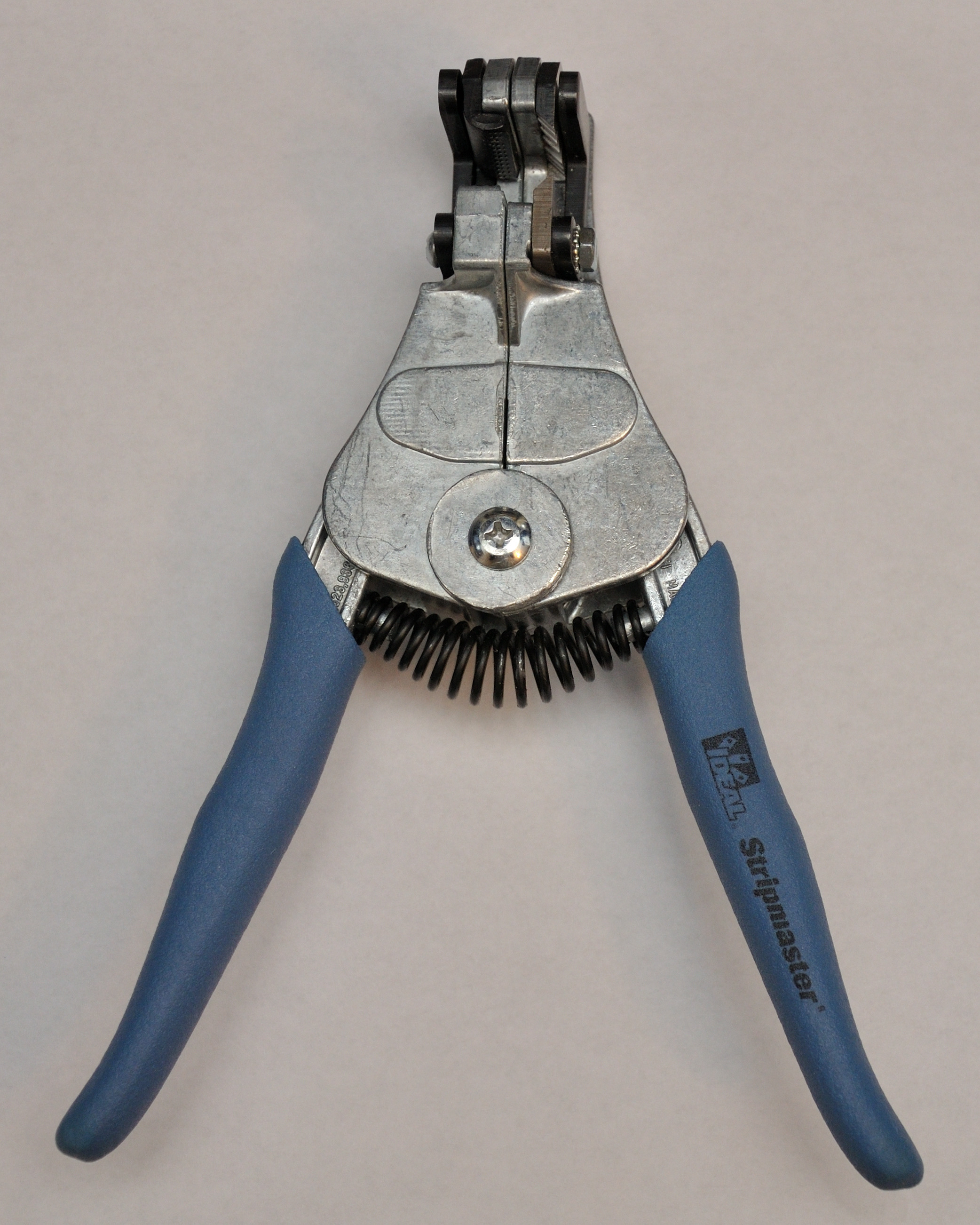